# Ленинский сельский совет (Ленинский район)
Ленинский сельский совет (укр. Ленінська сільська рада, крымскотат. Petrovskoye köy şurası) — административно-территориальная единица в Ленинском районе АР Крым Украины (фактически до 2014 года; ранее до 1991 года — в составе Крымской области УССР в СССР, до 1954 года — в составе Крымской области РСФСР в СССР, до 1945 года — в составе Крымской АССР РСФСР в СССР), на Керченском полуострове. Население по переписи 2001 года — 2282 человека.
К 2014 году состоял из 2 сёл:
- Ленинское
- Фонтан

## История
Ленинский сельсовет был образован в начале 1920-х годов в составе Петровского района. 11 октября 1923 года, согласно постановлению ВЦИК, в административное деление Крымской АССР были внесены изменения, в результате которых округа были отменены, Петровский район упразднили, влив в Керченский район. По результатам всесоюзной переписи 17 декабря 1926 года Ленинский сельский совет включал 9 населённых пунктов с населением 1790 человек.
Постановлением ВЦИК «О реорганизации сети районов Крымской АССР» от 30 октября 1930 года (по другим сведениям 15 сентября 1931 года) Керченский район упразднили и сельсовет включили в состав Ленинского. С 25 июня 1946 года сельсовет в составе Крымской области РСФСР, а 26 апреля 1954 года Крымская область была передана из состава РСФСР в состав УССР. На 15 июня 1960 года в составе совета числились следующие населённые пункты:

| - - Высокое - Ленинское | - - Сазоновка - Фонтан |

В 1963 году упразднено Высокое, в 1964 году — Сазоновка, к 1968 году в совет передано Дорошенково. С 12 февраля 1991 года сельсовет в восстановленной Крымской АССР, 26 февраля 1992 года переименованной в Автономную Республику Крым. 22 сентября 2006 года ликвидировано Дорошенково и совет обрёл современный состав. С 21 марта 2014 года в составе Крыма аннексирован Россией. Законом «Об установлении границ муниципальных образований и статусе муниципальных образований в Республике Крым» от 4 июня 2014 года территория административной единицы была объявлена муниципальным образованием со статусом сельского поселения.